# AD Socorrense
Der Associação Desportiva Socorrense ist ein Fußballverein aus Nossa Senhora do Socorro, im brasilianischen Bundesstaat Sergipe. Der Klub wurde am 31. August 2005 gegründet.

## Geschichte
Socorrense trat ab Oktober 2010 erstmals in der Segunda Divisão, der zweiten Liga, der Staatsmeisterschaft von Sergipe an. Im Dezember konnte diese gewonnen und damit der Aufstieg in die oberste Spielklasse der Staatsmeisterschaft fixiert werden. Diese konnte bis einschließlich 2016 gehalten werden.
In den Jahren dazwischen konnte der Klub 2012 und 2014 am Staatspokal von Sergipe teilnehmen. Kurios war hier ein Spiel 2012 gegen die SE River Plate. Zu der Partie kamen nur vier zahlende Zuschauer. Als Vizestaatsmeister von 2014 durfte der Klub an der 2015 teilnehmen, kam hier aber über die Gruppenphase nicht hinaus.
Nach Austragung der Staatsmeisterschaft 2016 musste der Klub absteigen. Man belegte mit dem zehnten den letzten Platz in der Tabelle. Es hatte nur einen Sieg und zwei Unentschieden gegeben, bei 4:15 Toren. In der Segunda Divisão 2017 konnte der Olímpico EC in den Finalspielen bezwungen werden. Nach 0:0 und 1:1 siegte Socorrense mit 4:3 im Elfmeterschießen und kehrte in erste Liga zurück. Die Spielzeit in der Staatsmeisterschaft 2018 war wieder weniger erfolgreich. Man wurde neunter und musste wieder absteigen.
In der Folgezeit trat der Klub nur in der Segunda Divisão an. 2023 musste Socorrense sich sogar im Zuge der Austragung der Liga aus dieser zurückziehen. 2024 nahm der Klub aber wieder an der zweiten Liga teil. In der Meisterschaft belegte den 24. Platz bei 25 Teilnehmern und musste erstmals in die dritte Liga der Staatsmeisterschaft absteigen.

## Teilnahme an Fußballwettbewerben
| Wettbewerb                          | Teilnahmen                 |
| ----------------------------------- | -------------------------- |
| Staatsmeisterschaft                 | 7× – 2011–2016, 2018       |
| Staatsmeisterschaft Segunda Divisão | 8× – 2010, 2017, 2019–2024 |
| Staatsmeisterschaft Série A3        | 2025–                      |
| Copa do Nordeste                    | 2015                       |

## Erfolge
- Staatsmeisterschaft von Sergipe Segunda Divisão: 2010, 2017

## Frauenfußball
Für Socorrense trat 2018 auch eine Damenmannschaft in der entsprechenden Staatsmeisterschaft von Sergipe an. Ein Bestand dieser Mannschaft ist nicht nachgewiesen.